# 墜落
墜落（ついらく）は、高い所から落ちること。

## 航空事故
航空機の墜落事故については航空事故を参照。

## 労働災害
墜落災害や墜落労働災害という。
建築関連では、平成9年以前の200例を調査したところ、木造建築工事では墜落者の50%を大工が占めたのに対し、ビル建築工事では鳶職、土工、現場職員、鉄筋工、鉄骨工、配管工、塗装工と職種が多岐に渡った。

## 日常生活
幼児が手すり柵を乗り越え墜落事故を起こすことがある。ベランダに物が置かれると子供の墜落事故が起きやすくなる。